# 879 Ricarda
879 Ricarda eller 1917 CJ är en asteroid i huvudbältet, som upptäcktes 22 juli 1917 av den tyske astronomen Max Wolf i Heidelberg. Den har fått sitt namn efter den tyska författaren Ricarda Huch.
Asteroiden har en diameter på ungefär 18 kilometer och den tillhör asteroidgruppen Maria.